# Francisco Correa de Arauxo

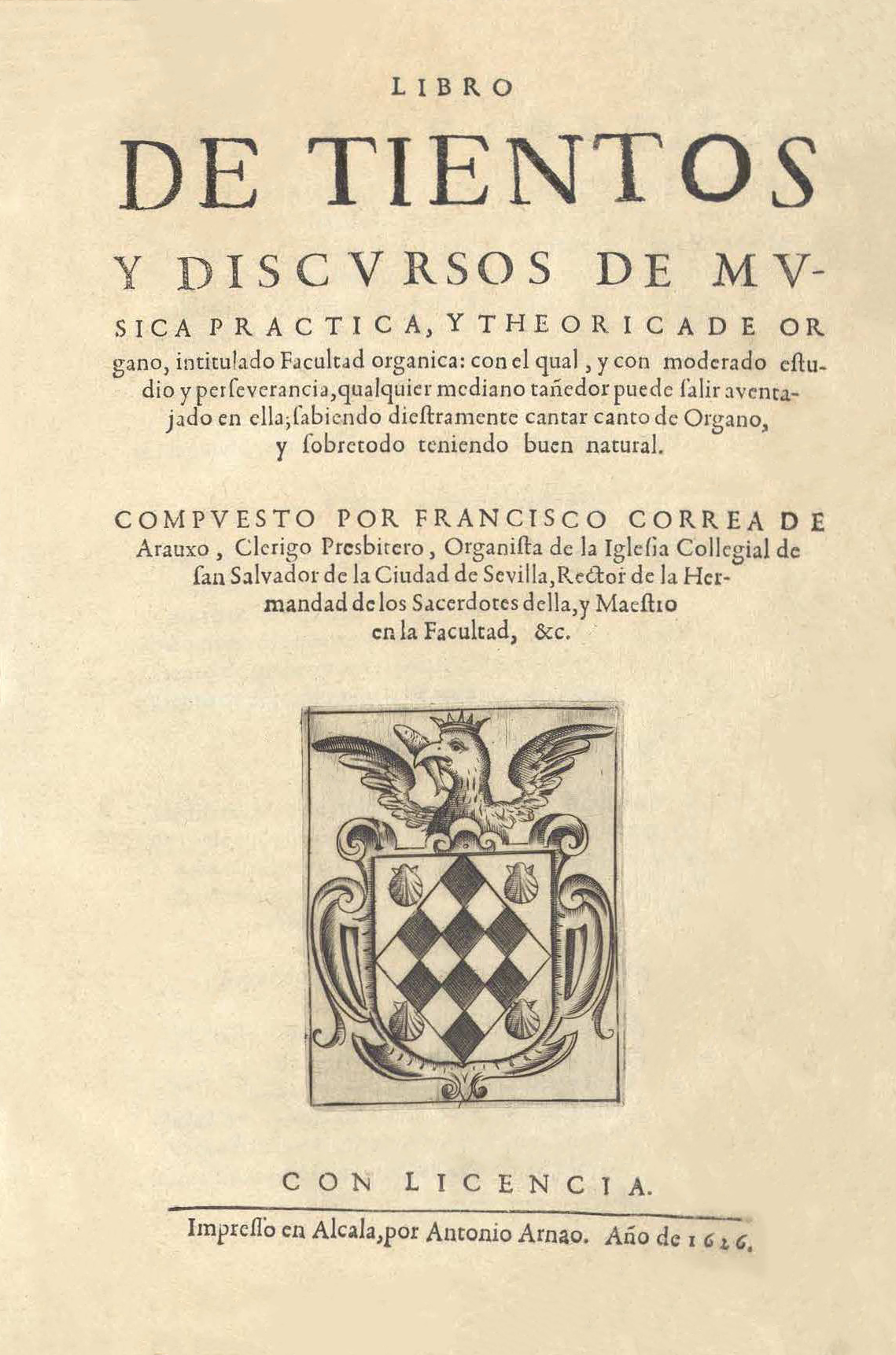
Libro de tientos y discursos de musica practica y theoríca de organo (1626).

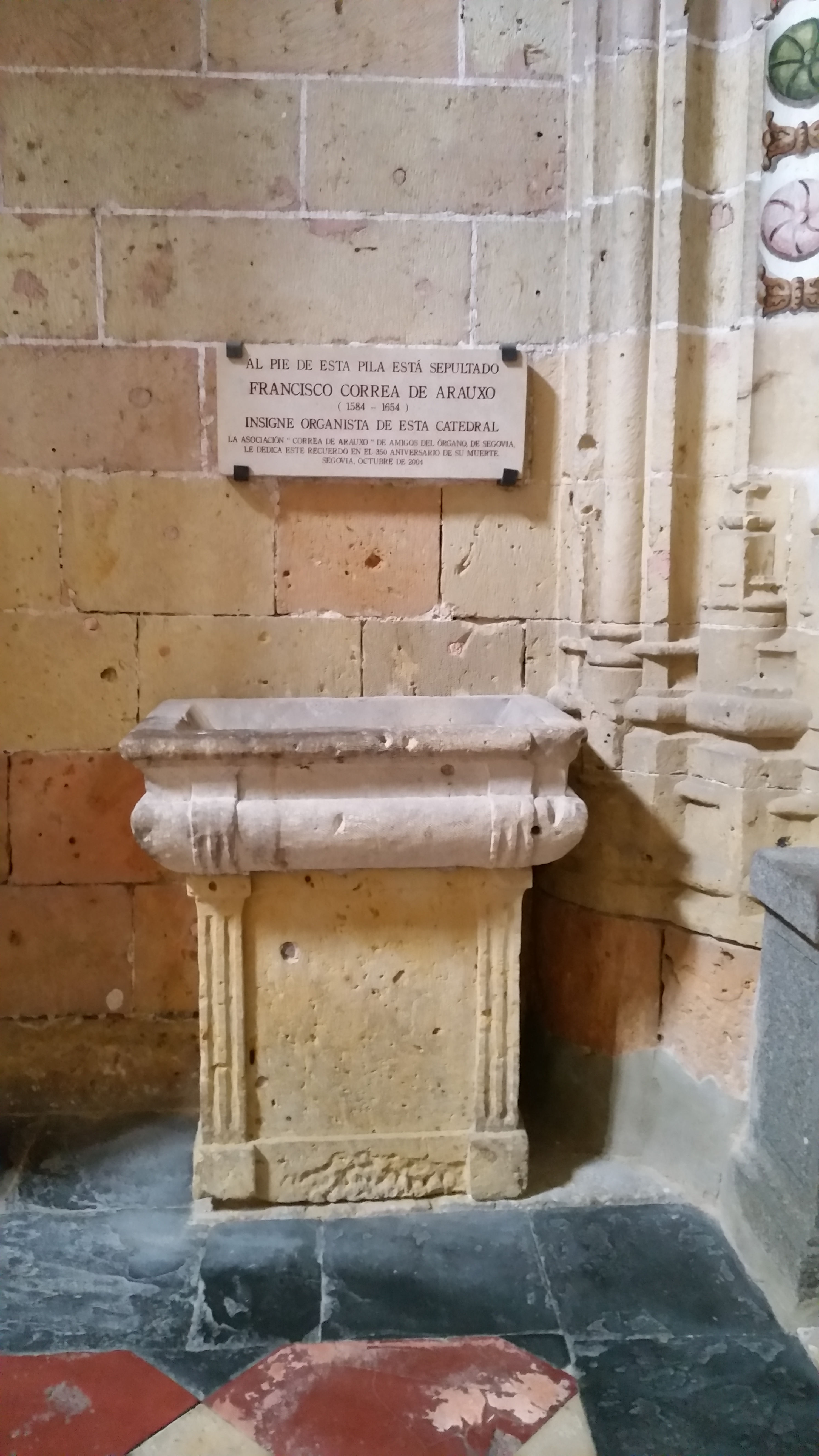
Grabstätte des Correa de Arauxo in der Kathedrale von Segovia.

Francisco Correa (de Arauxo, de Acebedo) (getauft 16. September 1584 in Sevilla; † 31. Oktober 1654 in Segovia) war ein andalusischer Priester, Organist und Komponist an der Grenze zwischen Renaissance und Barock.

## Leben und Wirken
Das erste Amt als Organist bekleidete Francisco Correa de Arauxo, Sohn eines Handwerkers, im Alter von 15 Jahren ab September 1599 in der Kirche San Salvador zu Sevilla. Zum Priester wurde er 1608 geweiht. Langjährige Querelen und Schikanen, denen Correa in der dortigen Priesterschaft ausgesetzt war, führten zu erfolglosen Bewerbungen an mehreren spanischen Kathedralen. Erst 1636 konnte er als Organist an die Kathedrale zu Jaén wechseln. Schon wenig später, 1640 verbesserte er sich zum Kathedralorganisten von Segovia, wo er 1654 starb.
Die musikgeschichtliche Bedeutung Correas ist in seiner Orgelschule begründet, der Sammlung  Libro de tientos y discursos de musica practica, y theoretica de organo, intitulado Facultad Organica, die 1626 in Alcalá de Henares gedruckt wurde. Sie enthält nicht nur 69 Tientos (viele für geteilte Register, eine Besonderheit spanischer Orgeln), Intabulierungen und Ausgestaltungen liturgischer Gesänge, sondern auch eine detaillierte Anleitung zum Orgelspiel, die aufschlussreiche Hinweise zur Aufführungspraxis seiner Zeit enthält. Außerhalb der Facultad Organica ist keine Komposition Correas überliefert.
Seine Musik hat zum großen Teil noch den kontrapunktischen und harmonischen Fluss der Musik der Renaissance inne, jedoch vereint mit der zwingenden Rhythmik und den virtuosen Melismen, die für die spanische Musik seiner Zeit typisch sind.